# Menorca sota domini britànic

Bandera del Regne de Gran Bretanya (1707-1801)

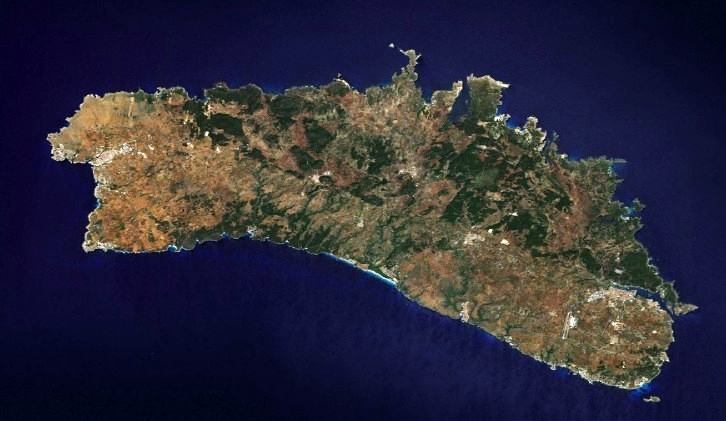
Vista per satèl·lit de l'illa de Menorca. A l'extrem oriental se situa Maó, capital de l'illa durant el domini britànic, i a l'occidental Ciutadella, l'antiga capital.

Menorca sota domini britànic és el període de gairebé un segle —el xviii— de la història de Menorca durant el qual aquesta illa de l'arxipèlag de les Balears va estar sota la sobirania de la Gran Bretanya, des de la seva conquesta el 1708 per una esquadra anglo-holandesa en plena Guerra de Successió Espanyola —i que pel Tractat d'Utrecht de 1713 va passar a sobirania britànica així com Gibraltar— fins al Tractat d'Amiens de 1802 en què va tornar a la sobirania de la Monarquia d'Espanya, excepte durant la Guerra dels Set Anys (1756-1763) que va estar ocupada pels francesos. El 1756 la flota francesa de l'almirall Glassionaire va derrotar a la flota de l'anglès John Bing —a qui l'Almirallat britànic el va sotmetre a un consell de guerra per covardia i va ser afusellat— el que va permetre el desembarcament de les tropes franceses al comandament del duc de Richelieu que van ocupar l'illa. Després de la pau de París que va posar fi a la Guerra dels Set Anys, Menorca va tornar a sobirania britànica (González-Arnao). i entre 1782 i 1798 en què va tornar momentàniament a sobirania espanyola. L'agost de 1781, de nou en guerra contra Anglaterra, una flota francoespanyola comandada pel duc de Crillon va atacar Menorca i després de sis mesos de setge va aconseguir que capitulés el 5 de febrer de 1782. Menorca romandria sota sobirania espanyola durant els setze anys següents (González-Arnao).

## Menorca durant la Guerra de Successió Espanyola

### L'alineament del Regne de Mallorca amb la causa austriacista (1706-1708)
El 27 de setembre de 1706 va tenir lloc la presa austriacista de Mallorca quan el Gran i General Consell del regne de Mallorca va decidir rendir-se davant la presència en el port de Palma d'una flota angloholandesa de la Gran Aliança que recolzava a l'Arxiduc Carles en les seves pretensions a ocupar el tron de la Monarquia Hispànica enfront del borbó Felip V, que havia estat designat com a successor un mes abans de morir per l'últim rei de la Casa d'Àustria, Carles II. Amb l'alineament del regne de Mallorca a favor de la causa austriacista tots els estats de la Corona d'Aragó s'havien decantat per l'Arxiduc, mentre la Corona de Castella recolzava a Felip V. Una setmana abans havia capitulat Eivissa.
Després de desembarcar a Mallorca, el comte de Savellà, ministre plenipotenciari de l'Arxiduc Carles, va reunir el Gran i General Consell que va aprovar les capitulacions, entre les quals figurava la confirmació de «tots els privilegis, pragmàtiques, franqueses» concedits a la Ciutat i al Regne en temps de Carles II. El 4 d'octubre de 1706 l'Arxiduc va ser proclamat rei de Mallorca amb el títol de Carles III.
La nit de l'11 d'octubre va tenir lloc una insurrecció austriacista a Menorca iniciada a Ciutadella que prengué el control de tota l'illa. Joan Miquel Saura va ser nomenat governador pel comte de Savellà, qui va jurar en nom de Carles III els privilegis de l'illa. Però el domini austriacista va durar només tres mesos, perquè quan la flota aliada va abandonar les Illes Balears, es va presentar una flota francesa a Maó i va recuperar Menorca pels borbònics l'1 de gener de 1707. La repressió contra els austriacistes va ser molt dura i es va convertir en una onada de terror quan el febrer va ser descoberta una nova conspiració a favor de Carles III l'Arxiduc. Trenta-tres persones van ser executades. El novembre de 1707 el governador borbònic, el castellà Diego Leonardo Dávila, "va suprimir els privilegis de l'illa, va restringir el sistema de representació i va ordenar que els jurats majors de les viles [equivalents als jurats del Regne de València] fossin nomenats pel rei
El 14 de setembre de 1708 una flota angloholandesa al comandament de l'almirall anglès John Leake va bombardejar els forts de Menorca i va desembarcar les tropes al comandament del general anglès James Stanhope, que en nou dies van prendre el control complet de l'illa de Menorca. Així, tot el Regne de Mallorca va quedar sota control austriacista.

### L'interès britànic per Menorca i el Tractat d'Utrecht de 1713

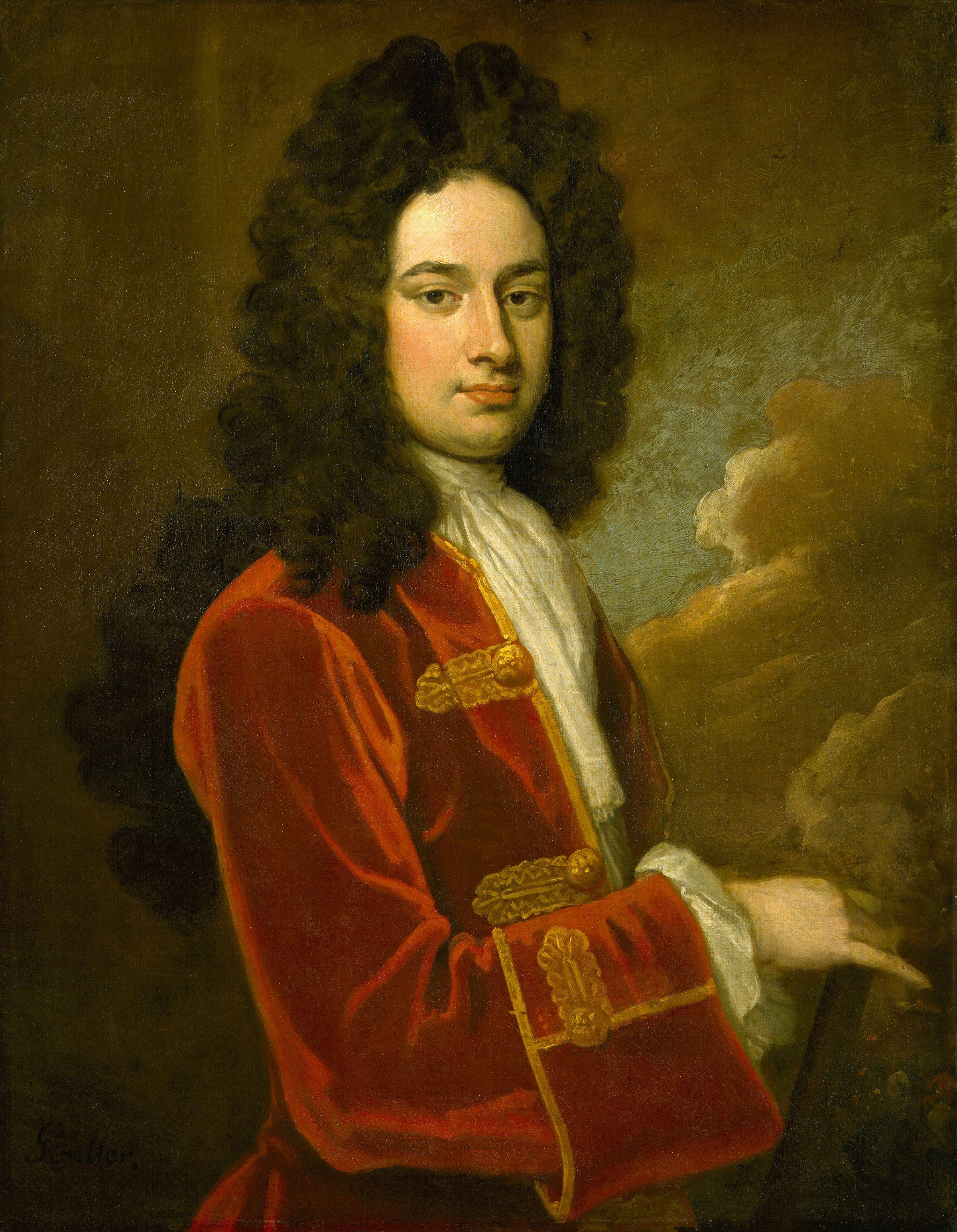
James Stanhope, conqueridor de Menorca i autor de la proposta d'annexió a la Corona britànica.

El mateix James Stanhope, que havia pres Menorca a l'octubre de 1708, va convèncer el seu govern que s'apropiés de l'illa —donat l'innegable valor estratègic que tenia per a la flota britànica que operava en el Mediterrani Occidental no només l'illa sinó el magnífic port natural de Maó— com a compensació pel suport militar i econòmic prestat per la Gran Bretanya a l'Arxiduc Carles —«el que demanem és tan natural que el món sencer estima que hauríem de quedar-nos i se sorprendrà de la nostra modèstia si no desitgem una altra cosa», va escriure. Així el 18 de maig de 1709 el mateix Stanhope li va escriure a l'Arxiduc argumentant que amb la finalitat de recuperar 
| « | el reemborsament de grans quantitats que han estat prestades a V.M. i gastades en aquesta guerra per col·locar a V.M. sobre el tron d'Espanya, desitja que l'illa de Menorca sigui posada en custòdia entre les mans de S. M. [britànica] fins a la liquidació o abonament d'aquest deute, i perquè aquesta majestat pugui gaudir de la sobirania d'aquesta illa | » |

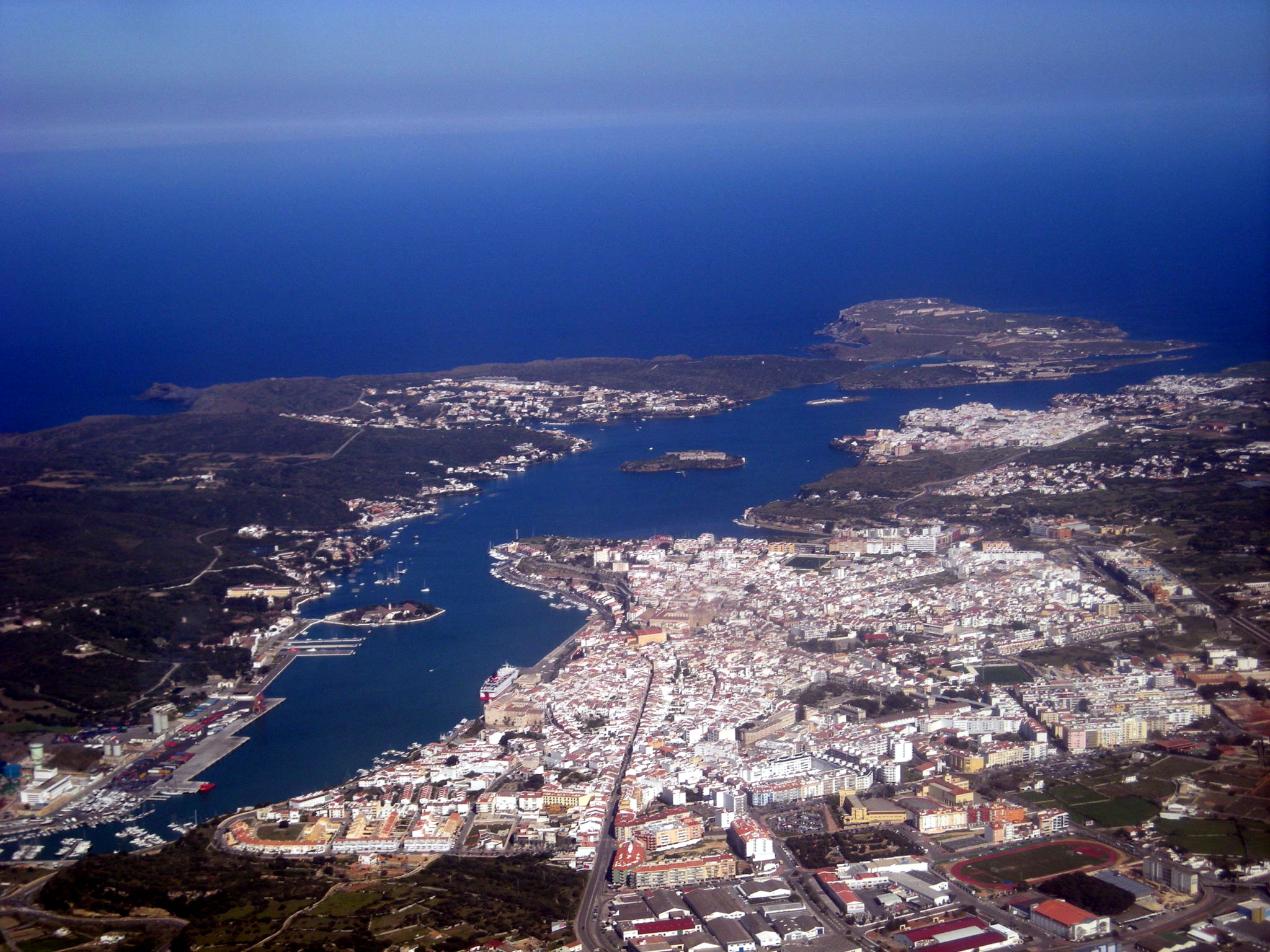
Vista de Maó i del seu port natural, en l'actualitat

La resposta negativa no es va fer esperar. El secretari de Despatx Universal, Ramon de Vilana-Perles, entre altres coses li va recordar a Stanhope el «solemne jurament» que havia fet Carles III l'Arxiduc «a Catalunya, Aragó i València de no desmembrar per qualsevol motiu o pretext de la Corona d'Aragó les Illes Balears, doncs quan el vincle del jurament anés dissoluble, necessitaria sempre el consentiment dels Regnes». Encara que es va arribar a redactar un document de venda de Menorca a la reina Anna d'Anglaterra per valor de 200.000 doblons que era la xifra del deute que suposadament tenia l'Arxiduc amb la Gran Bretanya, Stanhope no va acceptar els requisits que figuraven en ell que eren gairebé impossibles de complir —com conservar la religió catòlica «sense novetat, ni alteració», o que els ministres fossin catòlics, naturals de l'illa o dels regnes d'Aragó— i va retirar de Barcelona un regiment anglès que estava a punt d'entrar en combat, la qual cosa va merèixer la reprimenda del rei Carles III. Tampoc els holandesos recolzaven la pretensió britànica.
Els britànics van acabar aconseguint Menorca per una altra via. En les converses secretes que van mantenir amb Lluís XIV de França en les quals van oferir posar fi a la Guerra de Successió Espanyola i reconèixer a Felip V com a rei d'Espanya a canvi d'importants concessions, van incloure l'illa de Menorca i la plaça de Gibraltar. L'acord va ser oficialitzat en el Tractat d'Utrecht de 1713, pel qual tant Gibraltar com Menorca van passar a la sobirania de Jordi I.
| « | Article 10. El Rei Catòlic, per si i pels seus hereus i successors, cedeix per aquest tractat a la Corona de la Gran Bretanya la plena i sencera propietat de la ciutat i castell de Gibraltar, juntament amb el seu port, defensa i fortaleses que li pertanyen.[...] Article 11. El Rei Catòlic, per si i pels seus hereus i successors, cedeix també a la Corona de la Gran Bretanya tota l'illa de Menorca... | » |

## Menorca sota domini britànic

### El manteniment de les lleis, institucions i llengua pròpia de Menorca
Com l'interès britànic per Menorca era estrictament militar —tenir una base naval en ple Mediterrani Occidental en el qual Maó constituïa un excel·lent port natural, per aquest motiu va passar a ser la nova capital de l'illa enfront de l'aristocràtica Ciutadella—, la Corona britànica va mantenir les institucions i lleis pròpies de Menorca, excepte la Inquisició espanyola que va ser abolida. Així els municipis van continuar sent universitats governades pels històrics jurats que representaven els diferents estaments. A Ciutadella n'eren quatre: un cavaller (noble), un ciutadà (burgès), un pagès (camperol) i un menestral (artesà).
El català va seguir sent la llengua oficial i d'ús públic. "Contrastava, per exemple, la Societat Maonesa de Cultura fundada el 1778 on tot es feia en català, amb la Reial Societat d'Amics del País del Regne de Mallorca fundada el mateix any a Palma que competia en zel amb la Reial Audiència i amb el bisbat en matèria de campanyes sistemàtiques d'extirpació del «dialecte mallorquí» i imposició del castellà". Això va redundar en la florida de la literatura en català a l'illa amb figures com Joan Ramis i Ramis (1746-1841) o Antoni Febrer i Cardona (1761-1841) fins a tal punt que alguns estudiosos han anomenat a l'últim terç del segle xviii el "període menorquí de la literatura catalana".
En el prefaci d'una obra anònima —atribuïda en l'actualitat a Febrer i Cardona— titulada Principis Generals de la Llengua Menorquina es deia el següent: 
| « | He titulat aquesta obra Principis Generals de la Llengua Menorquina no perquè consideri que aquesta llengua tingui el seu origen a Menorca, sabent molt bé que aquesta illa va ser fundada per valencians, catalans, etc., els quals van portar aquí la seva llengua que és la mateixa que nosaltres usam... sinó perquè estant feta a Menorca i per un menorquí està adequada a la pronunciació que s'usa en aquesta illa, que en certes paraules és diferent de la valenciana, catalana i mallorquina | » |

Aquesta política va concedir als britànics el suport dels menorquins, com ho prova el fet que el 1778, a l'inici d'una nova guerra contra les Monarquies borbòniques de França i d'Espanya, aliades pel pacte de família, el governador James Mostyn concedís la palesa de cors a 56 naus menorquines, que armades amb més de 500 peces d'artilleria i amb dos mil homes a bord, van capturar 236 embarcacions. El 1740 durant la Guerra de Successió d'Àustria ja s'havien concedit patents de cors a vaixells menorquins que van aconseguir capturar 52 naus.

### El govern britànic de l'illa

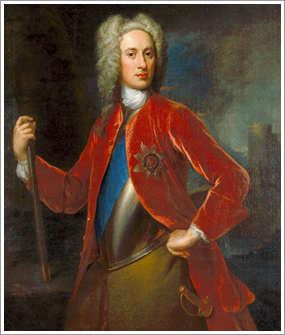
John Campbell, Duc d'Argyll i primer governador britànic de Menorca.

El primer governador britànic va ser John Campbell, Duc d'Argyll. Amb ell va arribar a l'illa el que va ser el primer tinent governador, sir Richard Kane, que va estar en el càrrec entre 1712 i 1733. El juny de 1733, Kane, va ser nomenat governador, càrrec que exercí fins a la seva mort el desembre de 1736. Tot i un desenvolupament del càrrec difícil, a la seva mort va deixar bon record per les mesures que va prendre com la construcció de la carretera entre Maó i Ciutadella —el camí d'en Kane o Kane Road—, el dessecament de molts aiguamolls —zones pantanoses—, o la introducció a l'illa del cultiu de la trepadella i altres plantes forratgeres —una varietat de poma encara avui es diu poma d'en Kane. Així mateix, la presència de la guarnició i de flota britànica va acabar amb les incursions dels pirates barbarescs del nord d'Àfrica, amb el que la població a partir de llavors va poder instal·lar-se a la costa sense por de ser atacada.
Un dels problemes al que van haver de fer front els governadors britànics va ser l'oposició del clergat menorquí a la tolerància cap a les creences no catòliques que professaven els mateixos anglesos —anglicans— i les minories grega —ortodoxos— i jueva establertes a Menorca durant els anys del domini britànic.
Durant el domini britànic Menorca va passar de 16.000 habitants el 1723 a més de 31.000 el 1790, la meitat dels quals eren els de la capital, Maó, i va experimentar una important expansió agrícola i ramadera —el governador Kane també va importar ramats de Sardenya i del nord d'Àfrica. Es va passar del monocultiu del blat a una agricultura diversificada, amb el cultiu de verdures, llegums i vinyes i la producció de vi, que en la seva major part eren consumits pels 3.000 soldats de la guarnició britànica. Quant a la ramaderia es va duplicar el nombre de vaques, es va multiplicar per deu el de porcs i les exportacions de llana van passar de 487 quintals el 1775 a 1.600 el 1784. També es va desenvolupar una marina mercant que va comerciar amb blat comprat a l'orient, Àfrica del Nord i el Mar Negre, que després venia en els ports del Mediterrani Occidental, juntament amb mobles de fabricació menorquina influïts pels estils anglesos. Aquests vaixells en temps de guerra eren reconvertits en vaixells corsaris.

### L'últim període de la dominació britànica i el retorn definitiu a la sobirania espanyola (1798-1802)

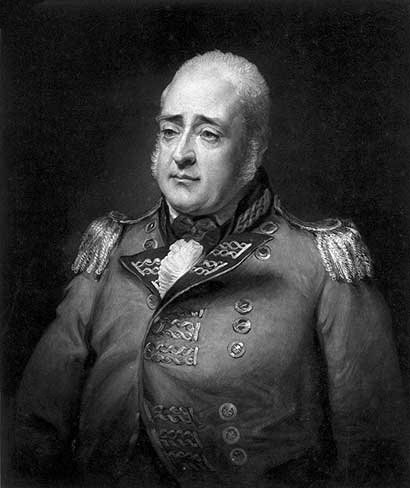
Henry Edward Fox, últim governador britànic de Menorca.

Entre 1782 i 1798 Menorca va estar sota sobirania espanyola, fins que el 7 de novembre de 1798, en una nova guerra contra la Gran Bretanya, les forces del general Charles Stuart desembarcaven a l'illa i derrotaven a la guarnició espanyola, composta per uns 3.500 soldats i 150 oficials que van ser transportats pels vencedors a la península.
Stuart per motius de salut va tornar a Anglaterra a mitjan 1799, sent substituït pel general St. Clair Erskine. El nou governador va reclamar la presència a Menorca de la flota britànica al comandament de l'almirall Nelson que es trobava a Sicília després d'haver derrotat els francesos a la batalla d'Abukir. Nelson va enviar sis navilis de línia al comandament de l'almirall Thomas Duckworth i després hi va assistir personalment l'octubre de 1799, allotjant-se durant la setmana que es va estar a l'illa a la Golden Farm ('Quinta d'Or') —que en l'actualitat constitueix un dels principals atractius turístics de l'illa. Poc després St. Claire Erskine va ser substituït pel general Henry Edward Fox, qui va ser nomenat comandant de les forces britàniques al Mediterrani i va traslladar la caserna general a l'illa de Malta.
Per aquestes mateixes dates Napoleó assolia el poder de la República Francesa després del cop d'estat del 18 de novembre de 1799. L'any següent Napoleó obtenia enfront de l'Imperi Austríac dues ressonants victòries —batalla de Marengo i batalla de Hoenliden— el que va obligar a l'emperador a signar la Pau de Luneville el febrer de 1801. Llavors Napoleó li va proposar posar fi a la guerra a la Gran Bretanya, que s'havia quedat sola en la lluita contra la França revolucionària i que, com aquesta, estava esgotada després de deu anys de guerra. El tractat de pau es va signar a l'ajuntament de la ciutat francesa d'Amiens, el 27 de març de 1802. Segons l'estipulat en el Tractat la Monarquia d'Espanya de Carles IV, aliada llavors de Napoleó, va recuperar la sobirania sobre Menorca, a canvi que l'illa del Carib de Trinidad, conquerida pels anglesos el 1797, passés a domini britànic.
Menorca en tornar a la sobirania espanyola va perdre les seves institucions d'autogovern i en el seu lloc es va imposar el centralisme a través de Palma; el català va deixar de ser la llengua oficial per ser-ho el castellà; va ser suprimida la llibertat de comerç i Maó va deixar de ser un port franc; els menorquins van perdre l'exempció de servir a l'Exèrcit i a la Marina que havien conservat, no sense dificultats, sota la dominació britànica; i en desaparèixer la flota britànica va tornar l'amenaça dels pirates barbarescs del nord d'Àfrica. En la tasca de la castellanització va destacar el bisbe Juano, que va arribar a l'illa el 1803 amb la missió de recristianitzar els menorquins que estarien presumptament «contaminats» pel contacte amb els «heretges» anglesos.

## El llegat britànic a Menorca

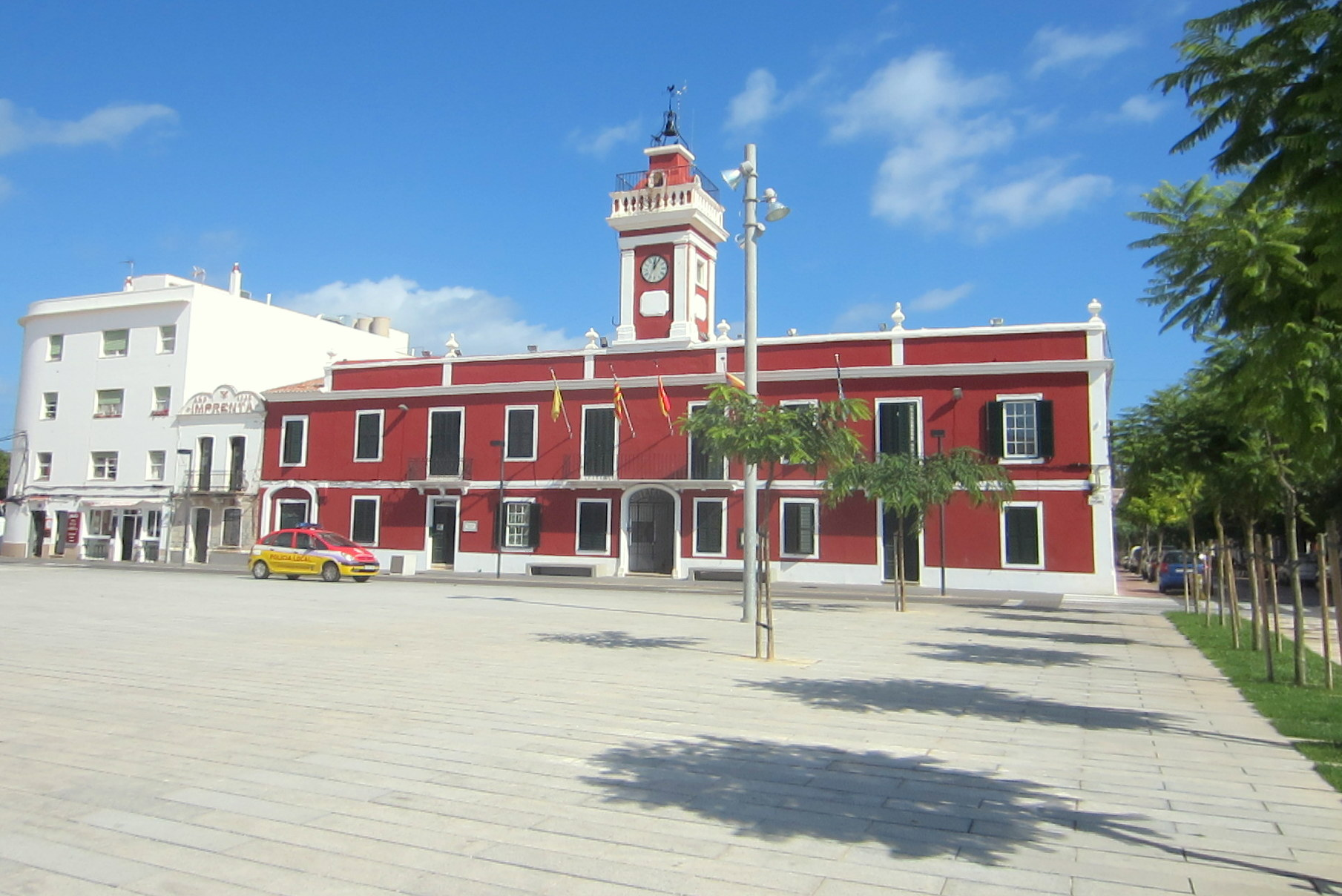
Ajuntament d'Es Castell, ciutat fundada pels britànics amb el nom de Georgetown.

Una de les petjades més importants de la dominació britànica es troba a l'arquitectura. Els britànics van fundar la ciutat de Georgetown —avui Es Castell— a l'entrada del port natural de Maó i en la qual es conserven edificis construïts segons l'estil georgià del segle xviii anglès. Així mateix, és molt freqüent trobar a les cases menorquines, especialment a Maó, les típiques finestres de guillotina angleses o les tribunes anomenades boínders' ('bow window').
Un altre dels llegats més notables es troba en el vocabulari i les expressions del català de l'illa, que conté dotzenes d'anglicismes:
| « | moguin o mòguini ('mahoganny': caoba); tornescrú i escrú ('screw': tornavís); grevi ('gravy': salsa); ull blec (de 'black': ull morat); fitim ('fighting': lluita, baralla); miledi ('milady': senyora de pell pàl·lida, generalment anglesa); ox (interjecció per guiar a les vaques); fingles ('fingers': dits); quatre mens i un boi ('men', 'boy': hi ha poques persones, només quatre gats); no val quatre penis ('penny' [penic]: no val un ral); fer un trinqui ('drink' [beure]: tirar un glop). | » |

També es pot trobar la petjada britànica en els costums i en la gastronomia. El dia de les bromes (el dia d'enganyar) no és el 28 de desembre com a la resta d'Espanya sinó l'1 d'abril, com a Anglaterra. El consum de ginebra està molt estès —sobretot a Maó—, existint un gin local, que en moltes ocasions es pren barrejat amb llimonada, donant lloc a l'anomenada pomada.

## Memòria històrica
L'escriptor català Josep Pla va afirmar que «és molt possible que aquella dominació [britànica] enquadri un dels períodes en què Menorca ha viscut millor». A la rodalia de Maó es va aixecar un monument en memòria del governador Sir Richard Kane, «un dels millors administradors britànics que va tenir l'illa menorquina».
El 2002 el govern de José María Aznar (del Partit Popular) va pretendre celebrar a Menorca el segon centenari del Tractat d'Amiens pel qual l'illa va retornar a la sobirania espanyola amb una parada militar britànica i espanyola que presidiria el rei Joan Carles I —a celebrar a la mateixa esplanada del Castell de Sant Felip on dos-cents anys abans va tenir lloc el traspàs de poders dels britànics als espanyols— però el Consell Insular de Menorca es va oposar perquè segons el seu portaveu, el conseller de Cultura Josep Portella (d'Esquerra de Menorca), «no hi ha res a celebrar ni commemorar aquest any amb motiu del bicentenari de la Pau d'Amiens», ja que va tenir conseqüències negatives per a Menorca «en els àmbits econòmic, social, cultural i de país» i va suposar una pèrdua de llibertat i de benestar.

## Llista de governadors britànics de Menorca

### Primer període de domini britànic (1708-1756)
- 1712-1716: John Campbell, segon duc d'Argyll, duc d'Argyll
- 1716-1731: George Carpenter, baró de Killaghy
- 1733-1736: Richard Kane
- 1737-1742: Algernon Seymour, comte de Hertford
- 1742-1747: John Dalrymple, comte de Stair
- 1747-1756: James O'Hara, baró de Tyrawley

(Ocupació francesa, 1756-1763)

### Segon període de domini britànic (1763-1782)
- 1763-1766: Sir Richard Lyttelton
- 1766-1768: George Howard
- 1768-1779: John Mostyn
- 1779-1782: James Murray

(Retorn a la sobirania espanyola, 1782-1797)

### Tercer període de domini britànic (1798-1802)
- 1798-1800: Charles Stuart
- 1800-1802: Henry Edward Fox